# Lina Brazdeikytė
Lina Brazdeikytė, née le 9 septembre 1974 à Kauno R., est une joueuse lituanienne de basket-ball, évoluant au poste d'arrière, devenue entraîneuse en 2012.

## Biographie
En 2012, elle devient entraîneur assistant à Tarbes Gespe Bigorre. En septembre 2013, elle devient entraîneuse de plusieurs équipes féminines de l'USAP[réf. nécessaire]. En juillet 2014, elle est promue entraîneuse d'Arras. Elle forme le premier duo féminin de coachs en LFB en devant l'adjointe de Cécile Piccin. Après un très bon exercice 2014-2015 (13 victoires pour 13 défaites et une septième place), le duo connaît une seconde saison très difficile avec 2 victoires en 18 rencontres et une relégation en Ligue 2.

## Club
- Laisvė Kaunas
- 1999-2000 :  W Bordeaux Basket
- 2001-2002 :  Saint-Jacques Sport Reims
- 2002-2003 :  Stade clermontois Auvergne Basket 63
- 2003-2004 :  Club Baloncesto Ciudad de Burgos
- 2004 :  Tulikivi Deerlijk
- ? - 2006 :  RC Strasbourg
- 2006-2009 :  COB Calais
- 2009- 2012 :  Strasbourg Illkirch-Graffenstaden Basket

## Entraîneuse
- 2012- 2014 :  Tarbes Gespe Bigorre (assistante)
- 2014-2016 :  Arras Pays d'Artois Basket Féminin (assistante)

## Palmarès

### Sélection nationale
- Championnat du monde
  - 6e du Championnat du monde 2006 au Brésil
  - 11e du Championnat du monde 2002 en Chine
  - 6e du Championnat du monde 1998 en Allemagne
- Championnat d'Europe
  -  Médaille d'or du Championnat d'Europe 1997 en Hongrie
  - 4e Championnat d'Europe 2005 en Turquie
  - 4e Championnat d'Europe 2001 en France
  - Quart de finale du Championnat d'Europe 1999 en Pologne